# 1889 Pakhmutova
Pakhmutova (asteróide 1889) é um asteróide da cintura principal com um diâmetro de 33,53 quilómetros, a 2,7649696 UA. Possui uma excentricidade de 0,1057919 e um período orbital de 1 985,96 dias (5,44 anos).
Pakhmutova tem uma velocidade orbital média de 16,93818493 km/s e uma inclinação de 13,21989º.
Esse asteróide foi descoberto em 24 de Janeiro de 1968 por Lyudmila Chernykh.